# 村上尚己
村上 尚己（むらかみ なおき、1971年（昭和46年） - ）は、日本の経済学者。

## 主張
- 第2次安倍政権の金融政策に関しては、「FRBもECBも大胆な金融緩和を行ってきたのであり、日本銀行が積極的な金融緩和をしたからといって非難される必要はない。日本経済がデフレを脱却し経済が活性化すれば他国にもメリットがある」との見解を示した[2]。アベノミクスについては、標準的な経済学の視点から評価できるとしている[3]。
- 日本の2012年10月-12月期の実質GDP1次速報が、前期比マイナス0.1%になったことについては、「誤差の範囲内だ。中国向け輸出などが弱かったとみられるが、世界的に循環的な景気回復局面に入っているのは間違いない。1-3月期以降はプラスに転じる見通しだ」との見解を示した[4]。
- 2012年以前の日本銀行の金融緩和が不十分である点を、2013年の日銀の政策転換前の時点で、自著で論じている。[5]
- 日本の自殺者数や失業率減少を金融緩和政策の効果であると主張している。[6]。
- MMTは均衡財政主義に囚われた日本にとっては解毒剤としての効果は期待できるが、経済理論としては今後も異端として位置付けられ続けると主張している。[7]。

## 略歴
- 1990年 宮城県仙台第二高等学校卒業
- 1994年 東京大学経済学部卒業、学士 （経済学）
- 1994年 第一生命保険入社
- 1996年 - 1997年度 日本経済研究センター委託研究生[8]（出向）
- 1998年 第一生命経済研究所経済調査部副主任研究員[9]
- 2000年 BNPパリバ証券エコノミスト
- 2003年 ゴールドマン・サックス証券シニア・エコノミスト
- 2008年9月 - マネックス証券チーフ・エコノミスト
- 2014年5月1日 - アライアンス・バーンスタインマーケットストラテジスト[10]
- 2019年4月 アセットマネジメントOne エコノミスト

## 学会・協会等
- 日本証券アナリスト協会検定会員
- 日本金融学会会員
- 景気循環学会会員
- 日本経済政策学会会員

## 著書

### 単著
- 村上尚己『日本人はなぜ貧乏になったか? : これが日本経済「大没落」の真相だ!』中経出版、2013年1月31日。ISBN 9784806146315。
- 村上尚己『「円安大転換」後の日本経済 為替は予想インフレ率の差で動く』光文社、2013年3月15日。ISBN 9784334037352。
- 村上尚己『不透明なインフレ経済を見通す 新しいお金のルール』中経出版、2013年5月31日。ISBN 9784806147626。
- 村上尚己『インフレ貧乏にならないための資産防衛術』東洋経済新報社、2014年6月20日。ISBN 9784492733158。
- 村上尚己『日本経済はなぜ最高の時代を迎えるのか? ― 大新聞・テレビが明かさない マネーの真実19』ダイヤモンド社、2017年2月3日。ISBN 9784478101902。
- 村上尚己『日本の正しい未来　世界一豊かになる条件』講談社、2017年11月22日。ISBN 9784062729994。
- 村上尚己『円安の何が悪いのか？』フォレスト出版、2025年1月9日。ISBN 9784866808208。

### 共著
- 原田泰、増島稔編『アベノミクスの真価』中央経済社、2018年12月。 ISBN 4502282510
- 原田泰、片岡剛士、吉松崇編『アベノミクスは進化する』中央経済社、2016年12月。ISBN 4502202711
- 近藤, 健彦、林, 康史、中島, 精也 ほか 編『アジア通貨危機の経済学』東洋経済新報社、1998年8月。ISBN 4492442235。
- 山崎元、波頭亮、村上尚己、田中秀臣、小幡績、吉本佳生、神谷秀樹、山崎大祐、安田洋祐、高田貴久『経済危機「100年に一度」の大嘘 Conundrum 2009 summer』講談社〈講談社biz〉、2009年6月。ISBN 9784062154871。